# Schloss Théobon

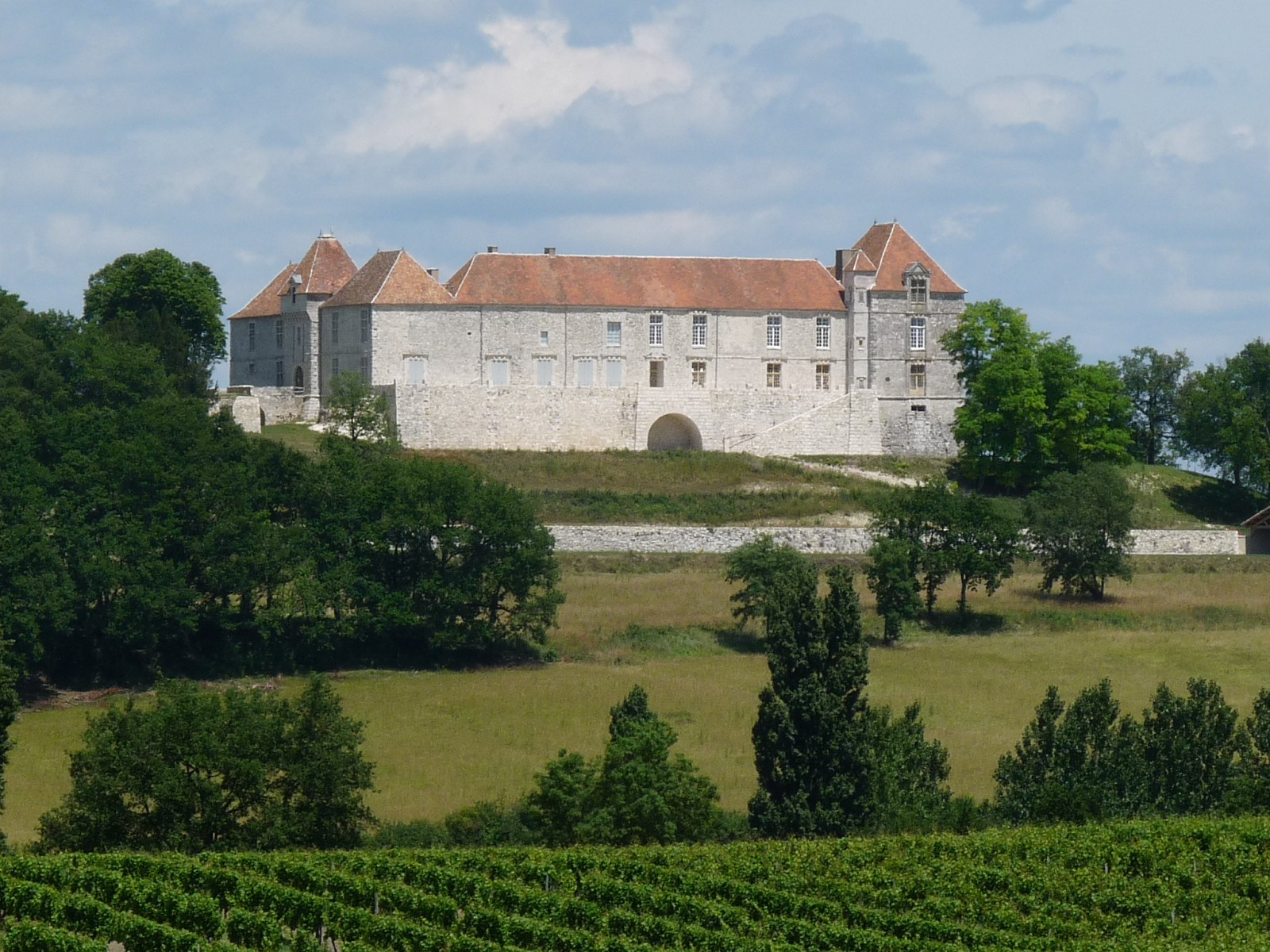
Das Schloss auf seinem Hügel

Das Château de Théobon ist ein Schloss, das im 17. Jahrhundert aus dem Umbau einer Burg des 14. Jahrhunderts hervorging. Das Schlossgelände liegt auf einem Hügel («pech») im Gebiet der Gemeinde Loubès-Bernac und erlaubt einen weiten Blick in alle Richtungen.

## Baugeschichte
Vom Burggebäude des 14. Jahrhunderts blieben nur einige Fenster, ein geschlossenes Bogenfenster und drei rechteckige Fenster mit prismenförmigen Gesimsen im Flur der ersten Etage erhalten. Die Gebäude wurden im 17. Jahrhundert unter der Familie Rochefort zu einem Residenzschloss im Stil der Zeit umgestaltet, behielten aber ihren festungsartigen Charakter bei. Ein weiterer Umbau des Schlosses fand während der französischen Revolution statt. Auf Anordnung wurden die Türme bis auf die Höhe des Wohngebäudes abgerissen und das Eisen und das Kupfer beschlagnahmt. Man gab das Schloss im 19. und 20. Jahrhundert auf, verschloss die Fenster und nahm Trennwände heraus. 1924 verkaufte man den schönsten Kamin des Schlosses, welcher sich zurzeit im Musiksalon der Harvard-Universität befindet. Das Schloss wurde am 5. November 1962 als historisches Denkmal ausgewiesen. Die gegenwärtigen Eigentümer, Familie de Tersant, haben das Schloss saniert und wieder in einen dem historischen Original des 17. Jahrhunderts entsprechenden baulichen Zustand versetzt. In den Sommermonaten finden Führungen statt.

## Geschichte der Schlossherren

### Mittelalter
Um 1291 wurde Gaubert de Mayrac, seigneur de Théobon, erwähnt. Die Burg, die eine militärische Festung in englisch-französischen Kriegen gewesen war, wird in einer Urkunde von 1327 aufgeführt, in welcher Gaubert de Mayrac sich als Gutsherr (Seigneur) von Théobon bezeichnet. 1406 schwor Gassion de Mayrac dem Captal de Puychagut für Théobon Gefolgschaft, und die Familie Ségur trat im Laufe der Zeit als Seigneurs de Puychagut in Erscheinung.
Im Jahr 1475 heiratete Ysabeau de Mayrac, de Théobon, den Giron de Ségur, Captal de Puychagut, womit die Herrschaft (Seigneurie) Théobon zum Ende des 15. Jahrhunderts in den Besitz der Familie Ségur wechselte. Im frühen 16. Jahrhundert wurde der wohlhabende Gaston de Ségur zum Grand Echanson des Königs Franz I. ernannt. Gaston ließ die alte Festung Théobon abreißen und ein Schloss im Stil der Renaissance erbauen. Der Besitz am Schloss und der Seigneurie Théobon ging dann durch Heirat auf die Familie Pierre-Buffière über.

### 16. Jahrhundert: Familie Rochefort
Ende des 16. Jahrhunderts gehörte die Burg der Familie Rochefort de Saint-Angel, und zwar seit der Heirat des Charles I. de Rochefort, Baron von Saint-Angel und Chambon, Seigneur von Bellegarde, am 5. März 1551 mit Moreille de Châteauneuf, Dame de Théobon, Baronin von Chabane, Tochter des Louis de Pierre-Buffière de Châteauneuf und der Isabeau de Ségur, Dame von Génissac und Gaillat. Aus dieser Ehe hatte Charles zwei Söhne. Der Ältere, Louis, war Baron von Saint-Angel, der Jüngere, Jean, auch Charles genannt, war Baron von Théobon.
Dessen zweiter Sohn, Jean I. de Rochefort, Baron von Théobon, Captal von Puychagut, nahm als Protestant an der Verteidigung von Castillon 1586 teil. Er verheiratete sich am 6. November 1586 mit Élisabeth de Royère, Tochter von Jean de Royère, Seigneur von Moneins, und von Antoinette de Larmandie. Er wurde durch seine Heirat Seigneur von Moneins und von Courouneau. Er kämpfte unter dem Befehl von Marschall von Biron 1595 gegen die Heilige Liga in der Bourgogne. Er war Gouverneur von Mâcon. Nach dem Frieden von Vervins trat er in den Dienst des Moritz von Oranien-Nassau und nahm an der Belagerung von Rheinberg in Flandern teil, wobei er verwundet wurde. Er starb schließlich im September 1606 an den Folgen dieser Verwundung.
Charles II. de Rochefort, Baron, ab 1649 Marquis, von Théobon, Captal von Puychagut, war im Schüleralter ein Page im Hause des hugenottischen Adelsgeschlechts Caumont-La Force. Er hatte sich am 30. Oktober 1616 mit Jeanne d'Escodéca von Boisse, Tochter des Pierre Escodéca de Boisse, Lord von Allemans-du-Dropt, Saussignac, und von Marie von Ségur, Dame von Pardaillan, verheiratet. Das Paar hatte einen Sohn, Jean II. (* 1619) und eine Tochter, welche 1679 konvertierte und eine Rente von 4000 Livre erhielt. Charles stellte am 26. Februar 1619 ein eigenes Infanterie-Regiment auf, das am 2. Juni offiziell anerkannt wurde, wonach er in die Guyenne zurückkehrte. Als Gouverneur von Sainte-Foy-la-Grande im Dienste des Königs revoltierte er 1621 anlässlich des Scheitern der königlichen Armee während der Belagerung der Protestanten in Montauban und vereitelte ein Komplott seines von den Royalisten bestochenen Schwiegervaters. Er wurde danach beschuldigt, seinen Schwiegervater, Pierre Escodeca de Boisse, in Gensac-la-Pallue ermordet zu haben, wurde aber andererseits von der hugenottischen Stadt La Rochelle wegen seines Verhaltens in Sainte-Foy zu Waffendiensten angeheuert und mit Verstärkungen versorgt. Er scheiterte jedoch sodann beim Versuch, die Stadt Bergerac einzunehmen, weshalb die Einwohner von Sainte-Foy-la-Grande ihn der Illoyalität verdächtigten und mit Unterstützung des Marquis de La Force verjagten. 1622 war Théobon mit dem Marquis de Lusignan an der Belagerung von Granges-sur-Lot sowie am Rückzug bei Tonneins beteiligt, bei dem er verwundet wurde. Ab 1649 führte Charles den Titel eines Marquis von Théobon.

### Zeit der Fronde ab 1649
Im gleichen Jahr revoltierte das Parlement von Bordeaux gegen den königlichen Regenten, Kardinal Mazarin, und stand in Kämpfen gegen die Truppen von dessen Gouverneur, dem Herzog von Épernon. Als Obristleutnants der Milizen des Parlements wurden unter anderem ein Marquis de Lusignan, der Marquis de Théobon, Jean II. de Rochefort de Saint-Angel, sowie ein Sieur d'Aubeterre berufen, sämtlich unterstellt dem jeweiligen General der Parlamentstruppen, nämlich zuerst dem Marquis de Chamberet und sodann ab Mai 1649 dessen Schwager, Charles-Antoine de Ferrières, Marquis de Sauvebœuf (1596–1664). Die Milizen unter Sauvebœuf übernahmen die Kontrolle über die königliche Zwingburg in Bordeaux, das Château-Trompette am 19. Oktober 1649. Théobon war sodann im Jahre 1651 Generalleutnant in der Armee von Prinz Condé in der Guyenne während der Fronde der Prinzen. Er war mit der Verteidigung von Villeneuve-d'Agenais gegen den Grafen von Harcourt betraut, welcher von Juni bis 9. August 1652 die Stadt ergebnislos belagerte. Théobon blieb ein weiteres Jahr in der Stadt, konnte aber die 6000 Livre für den Unterhalt seiner Truppen nicht aufbringen. Die Konsuln von Villeneuve gaben am 13. August 1653 ihr Schicksal in die Hände des Grafen von Vaillac, Jean-Paul Ricard de Gourdon de Genouillac. Der royalistische Heerführer, Herzog von Candale, verlangte Tributzahlungen der Stadt in Höhe von 30.000 Livre für die Proviantierung der königlichen Armee, und nach mutmaßlichen Intrigen und Verschwörungen unterwarf sich Théobon dem royalistischen Heerführer, was zur weiteren Schwächung des revolutionären Bordeaux vor der Großoffensive königlicher Truppen unter den Generälen Vendôme und Candale 1653 beitrug. Théobon wurde noch im gleichen Jahr zum Lieutenant-général des armées du roi ernannt. Er machte sein Testament am 13. Dezember 1658.

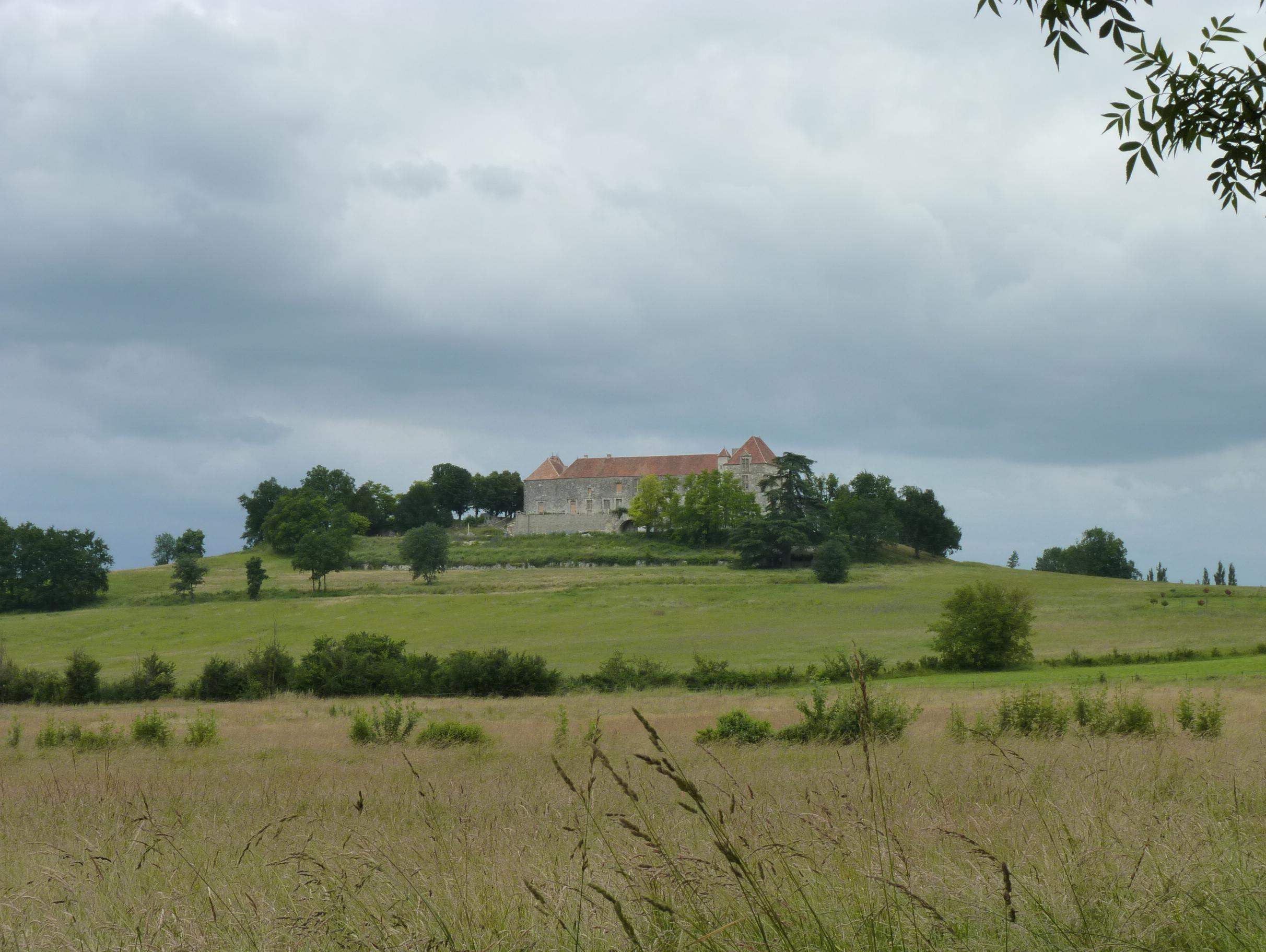

Das Schloss wurde im 17. Jahrhundert unter der Familie Rochefort komplett umgestaltet. Jean II. de Rochefort (* 9. Juni 1619), Sohn des vorgenannten Charles, heiratete am 8. Dezember 1637 Anne de Chaussade de La Mothe, Dame von Roquefère und Lespinassat, Tochter des Bernard de La Mothe und der Henrye d’Alba de Panisseau. Aus dieser Ehe gingen die Tochter Lydie de Rochefort-Théobon (* 1638); zu Zeiten der Fronde der Sohn Charles Bordeaux de Rochefort (* 1650 Bordeaux; † 1672 Rheinüberquerung bei Holland), sowie die Töchter Marie Guyonne de Rochefort-Théobon und Françoise, genannt Mademoiselle de Loubès, hervor.
Lydie de Rochefort-Théobon wurde vor 1670 Hofdame der Königin Marie-Thérèse. Sie wurde um 1670 Geliebte des Königs Ludwig XIV., und diese Affäre dauerte wohl bis 1673, mit erneutem Aufflammen um 1676. Madame von Montespan hatte die Aufsicht über die Hofdamen für die Königin, und Lydie über die Hofdamen für die Prinzessin du Palatinat im Jahre 1673. Lydie heiratete 1678 Charles d’Harcourt, Graf von Beuvron, Bruder des François III. von Harcourt, Kapitän der Garde du Monsieur, der am 29. September 1688 starb. Mit dem Widerruf des Edikts von Nantes im Jahre 1685 konvertierte Lydie de Rochefort-Théobon zum Katholizismus. Sie starb im Schloss von Marly am 23. Oktober 1708.

### Ort protestantischer Gottesdienste
Die meisten Mitglieder der Familie Rochefort de Saint-Angel gehörten aktiv der protestantischen Partei der Hugenotten an. Charles Bordeaux (oder Charles III.) hielt protestantische Gottesdienste im Schloss ab. Er heiratete am 21. Februar 1664 Marie Nompar von Caumont, Tochter von François von Caumont, Marquis von Castelmoron, Enkelin des Jacques Nompar de Caumont. Er hatte eine Tochter, Marie Guyonne de Rochefort-Théobon, Hofdame der Herzogin von Berry, welche 1704 mit Louis de Pons, Seigneur de Saint-Maurice, Saussignac, Cazeneuve, Meister der Garderobe des Herzogs von Berry verheiratet wurde. Der protestantische Gottesdienst im Schloss wurde 1684 verboten. Als Charles III. seinem Glauben nicht abschwören wollte, wurde er in die Bastille geworfen und seine Frau in ein Kloster gesperrt. Er verheiratete sich wieder am 15. September 1695 mit Marie Antoinette de Pons-Saint-Maurice, Schwester des Louis de Pons Saint-Maurice, mit welcher er zwei Töchter hatte: Marie, welche unverheiratet blieb, und Marie Guyonne de Rochefort-Théobon, welche sich mit Daniel-Marie Anne von Talleyrand-Périgord verheiratete.

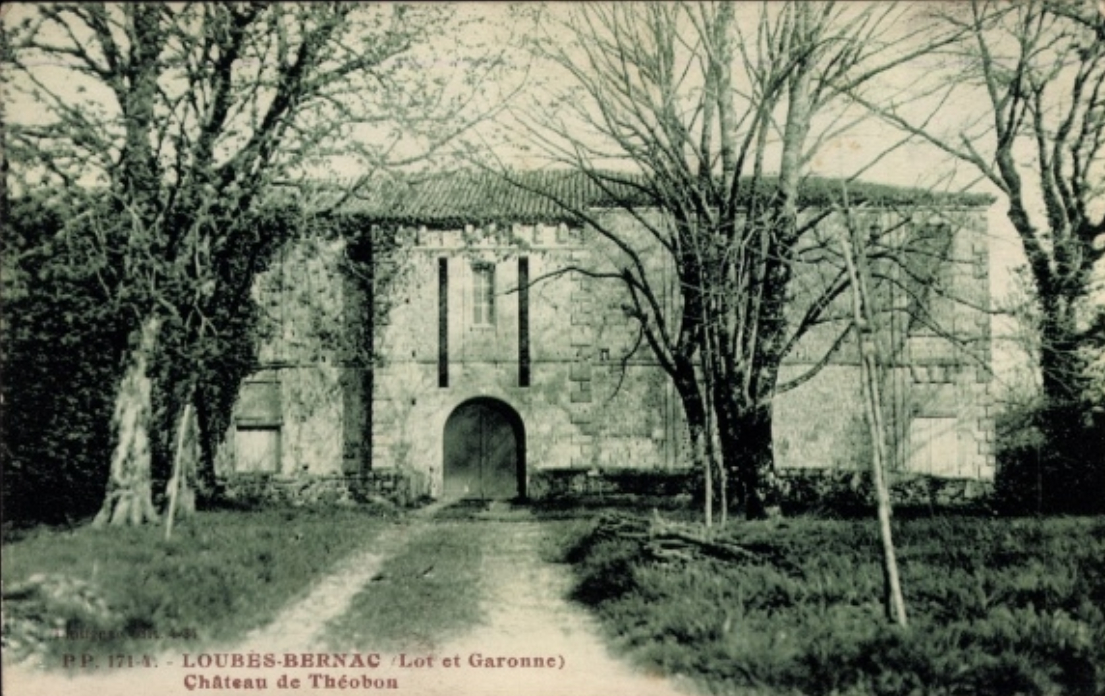
Das Château Théobon im unsanierten Zustand, mit Öffnungen der Ketten für die Zugbrücke

### Vom 18. Jahrhundert bis zur Jetztzeit
Das Schloss ging 1725 durch Heirat besagter Marie Guyonne de Rochefort-Théobon mit Daniel-Marie Anne de Talleyrand-Périgord (Sohn von Gabriel von Talleyrand, Graf von Grignols, Baron von Beauville, genannt Marquis von Talleyrand) an die Familie der Talleyrand-Périgord über. Ihr Sohn, Gabriel Marie de Talleyrand-Périgord, verkaufte 1783 das Schloss an Herrn von Brie de Teysson, Kapitän im Régiment Artois, Ritter des Ordre royal et militaire de Saint-Louis. Eine seiner Töchter, verheiratet mit M. Albert, übertrug ihr Erbe, das Schloss, an ihren Sohn A. Albert de Théobon. Nach dem Umbau des Schlosses während der französischen Revolution, stand das Schloss im 19. und 20. Jahrhundert leer, bis das Schloss 1962 als historisches Denkmal ausgewiesen wurde und schließlich in den Besitz der gegenwärtigen Eigentümer, Familie de Tersant, gelangte.

## Architektonische Beschreibung
Das Schloss weist einen großen, rechteckigen Hof in der Mitte auf. Das Hauptwohngebäude befindet sich im Süden. Zurzeit hat es eine Etage, aber ursprünglich waren es zwei. Eine Terrasse wurde an der Südfassade gebaut und eine Doppeltreppe ermöglicht den Zugang zum Park.
Die Fassade besitzt mehrere Arten von Fenstern, welche verdeutlichen, dass es mehrere Bauphasen gab. Der Haupteingang an der Nordseite ist von einem Zierring umgeben, der von zwei einfachen Pilastern begleitet ist. Es scheint, dass diese erst später angebracht wurden. An der Holzdecke der Treppe erkennt man noch Farbreste: der Sturz des Ikarus und der Absturz von Phaeton mit dem Sonnenwagen. Gemälde kann man auch im großen Saal und dem Damenzimmer sehen. Der Treppenaufgang ist ein schönes Beispiel für Schmiedearbeiten des 17. Jahrhunderts. Die Empfangszimmer erhielten ihre Holztäfelung während des 18. Jahrhunderts.
Das Schloss umfasst zwei Flügel, die im rechten Winkel nach Osten und Westen ausgerichtet sind. Der Ostflügel hatte ursprünglich einen Turm am nördlichen Ende. Der Westflügel hatte einen Pavillon in der Mitte, wo sich die Eingangstür befand. Die zwei großen länglichen Aussparungen zeigen, dass der Schlosseingang über eine Zugbrücke stattfand.
Der Hof ist im Norden offen und formt eine Terrasse, aber ein kleines Gebäude in der nordwestlichen Ecke legt nahe, dass die Terrasse als eine überdachte Galerie ausgebaut werden sollte, was nicht vollendet wurde, bevor die Zerstörung zu Revolutionszeiten erfolgte.